# Лобановский, Валерий Васильевич
Вале́рий Васи́льевич Лобано́вский (укр. Валерій Васильович Лобановський; 6 января 1939, Киев, Украинская ССР, СССР — 13 мая 2002, Запорожье, Украина) — советский футболист, советский и украинский тренер. Многолетний наставник киевского «Динамо», во главе которого дважды выигрывал Кубок обладателей кубков и один раз Суперкубок Европы. Трижды был наставником сборной СССР, с которой стал вице-чемпионом Европы 1988. Главный тренер сборной Украины в 2000—2001 годах. Полковник внутренней службы.
Мастер спорта СССР (1960). Заслуженный тренер СССР (1975) и УССР (1971). Кавалер советских орденов «Знак Почёта» (1971) и Трудового Красного Знамени (1987). Кавалер ордена Украины «За заслуги» ІІ и ІІІ степеней. Герой Украины (2002, посмертно). Кавалер рубинового ордена УЕФА (2002), а также ордена ФИФА «За заслуги», наивысшей награды ФИФА, за весомый вклад в развитие футбола.
Четвёртый самый титулованный тренер в истории мирового футбола. Самый титулованный футбольный тренер 20 века. Входит в десятку лучших тренеров в истории футбола по версии World Soccer, France Football, FourFourTwo и ESPN. Также входит в список 50 лучших тренеров за последние 50 лет (1959—2009) по версии World Soccer и в список лучших тренеров послевоенного периода по версии The Times.
В начале 2017 года УЕФА включила его в список десяти величайших тренеров европейского футбола с момента основания организации в 1954 году.

## Ранние годы
Родился 6 января 1939 года в Киеве. Отец работал на мукомольном заводе, мать — домохозяйка. Родной дядя Лобановского по матери — украинский писатель Александр Бойченко.
Учился в киевской школе № 319 (Краснозвёздный проспект, 146). Сейчас там установлена мемориальная доска, учебное заведение и сам проспект названы именем Лобановского. Окончил школу с серебряной медалью. В 1956 году поступил в Киевский политехнический институт, где с частыми перерывами всё же учился до 1964 года, написав после этого прошение об отчислении из вуза. Высшее образование получил в Одесском политехническом институте.

## Игровая карьера
Воспитанник футбольной школы № 1 (выпуск 1952 года) и футбольной школы молодёжи (ФШМ) в Киеве (выпуск 1955 года). Первый тренер — Николай Чайка.
Валерий Лобановский попал в систему киевского «Динамо» в 1955 году, когда в команду набирали коренных киевлян. После периода игры за дублёров 29 мая 1959 года дебютировал в чемпионате СССР, в матче с ЦСК МО.
Как игрок был самобытен, отличался тактической выучкой и хорошей физической готовностью. Партнёры отмечали нестандартное мышление Валерия на футбольном поле, умение применять дриблинг, что было необычно для высоких футболистов. Частые и стремительные проходы по левому краю поля завершались точной передачей товарищу по команде. Но при этом, по признанию Виктора Каневского, Лобановский был категорическим противником физической подготовки, тренировочной работы без мяча. Также, будучи игроком, Валерий приобрёл привычку быть невозмутимым и при этом «раскачиваться».

Если вратарь смещался слишком близко к передней штанге, Лобановский подрезал мяч на дальнюю, где гол забивал Олег Базилевич

Если вратарь открывал ближний угол, Лобановский подкручивал мяч прямо в ворота

Лобановский также умело исполнял удар «сухой лист» — часто после передач мяч влетал в сетку ворот непосредственно с углового. Во время этих ударов отлично взаимодействовал с Олегом Базилевичем, который иногда корректировал удары Валерия. Совместные их действия прозвали «гол Базилевича-Лобановского». На тренировках отрабатывал удары такого типа, используя физический эффект Магнуса.
С сезона 1960 года стал полноценным футболистом основного состава, преимущественно действовал на левом фланге нападения, где прекрасно сыгрался с Валентином Трояновским. В том же году Лобановский стал лучшим бомбардиром команды, забив 13 голов. В сезоне 1961 года киевское «Динамо» вошло в историю, став первой немосковской командой-чемпионом, а нападающий Лобановский отметился 10 голами в чемпионате.
В 1964 году в «Динамо» пришёл Виктор Маслов, который проповедовал непривычный для Лобановского стиль футбола. Сам Валерий нещадно критиковал нового тренера и в итоге покинул киевскую команду. Завершал игровую карьеру в одесском «Черноморце» (1965—1966) и донецком «Шахтёре» (1967—1968, в 1968 году был капитаном команды).
Лобановского приглашали и в сборную СССР, но тогда в Советском Союзе было очень много левых нападающих высокого уровня (Михаил Месхи, Анатолий Ильин, Галимзян Хусаинов), поэтому киевлянин сыграл только 2 матча (против Австрии и Польши). Также провёл две игры за олимпийскую сборную СССР, где был капитаном и действовал на месте центрального нападающего.
Всего, как игрок, Валерий Лобановский провёл в высшей лиге 253 матча и забил 71 гол (в «Динамо» — 144 матча и 42 гола, в Одесском «Черноморце» — 59 и 15, в Донецком «Шахтёре» — 50 и 14).

## Начало тренерской карьеры. «Днепр» (1968—1973)
Через год после окончания игровой карьеры Лобановский возглавил тренерский штаб малоизвестной на тот момент команды «Днепр» (Днепропетровск), которая выступала во второй лиге СССР. Применяя эффективные тренировочные методики, 29-летний тренер вывел команду в высшую лигу. В то же время вступил в КПСС. Также он принимал активное участие в работе самого клуба. К примеру, Лобановский лично выбирал место для строительства новой тренировочной базы «Днепра». Затем, по личному приглашению Владимира Щербицкого, перешёл в свой бывший клуб «Динамо», в котором с 1974 года с перерывами в общей сложности проработал тренером 24 года.

## Тренер киевского «Динамо»

### Начало (1973—1975)
20 октября 1973 года в гостевой игре против «Карпат» Лобановский впервые вывел «Динамо» на поле в ранге главного тренера. Основное время закончилось «сухой» ничьей (0:0), а серию пенальти, которая в этом сезоне была обязательной в случае ничьей, выиграли киевляне. Тот сезон «Динамо» завершило на 2-м месте.
В январе 1974 года к Лобановскому присоединился бывший партнёр по «Динамо» Олег Базилевич, который после окончания карьеры тренировал «Шахтёр». Этот тандем проработал до конца 1976 года. Оба наставника имели равные права, хотя Базилевич был прежде всего выдающимся теоретиком, а Лобановский организовывал тренировочный процесс. В 1974 году в штаб также вошёл Анатолий Пузач. После сезона 1974 пресса характеризовала стиль «динамовцев» под руководством новых тренеров не очень положительно и критиковала за рационализм, нежелание играть в атакующий футбол на выезде (т. н. «выездная модель» — игра от обороны с целью получения ничьей) и за действия на посредственных скоростях. Но хорошие результаты были достигнуты — в 1974 году киевляне выиграли чемпионат, на 1 очко опередив московский «Спартак», и завоевали Кубок СССР, в финале которого была обыграна ворошиловградская «Заря» со счётом 3:0 в дополнительное время.
Сформировался коллектив, который мог соперничать с сильнейшими командами Европы. В воротах играл Евгений Рудаков, в обороне — Стефан Решко, Михаил Фоменко, Владимир Трошкин. В средней линии действовали, в частности, Владимир Мунтян, молодой Леонид Буряк, который быстро прогрессировал, и Владимир Веремеев. Вместе с Олегом Блохиным на острие действовал Владимир Онищенко. В традиционном «списке 33 лучших» футболистов СССР 1974 года было 8 «динамовцев», из них 7 — под № 1.
Тандем Лобановский — Базилевич понимал, что в современном футболе невозможно обойтись без точного расчёта нагрузок на футболистов. «Динамо» начало сотрудничать с Анатолием Михайловичем Зеленцовым — учёным с кафедры теории физвоспитания Киевского института физкультуры. Зеленцов разработал точную систему расчёта тренировочного процесса, математическое моделирование физических нагрузок на игроков и впоследствии возглавил научную лабораторию киевского «Динамо», которую в народе назвали «центром Зеленцова».

### Кубок обладателей кубков и Суперкубок Европы (1975)

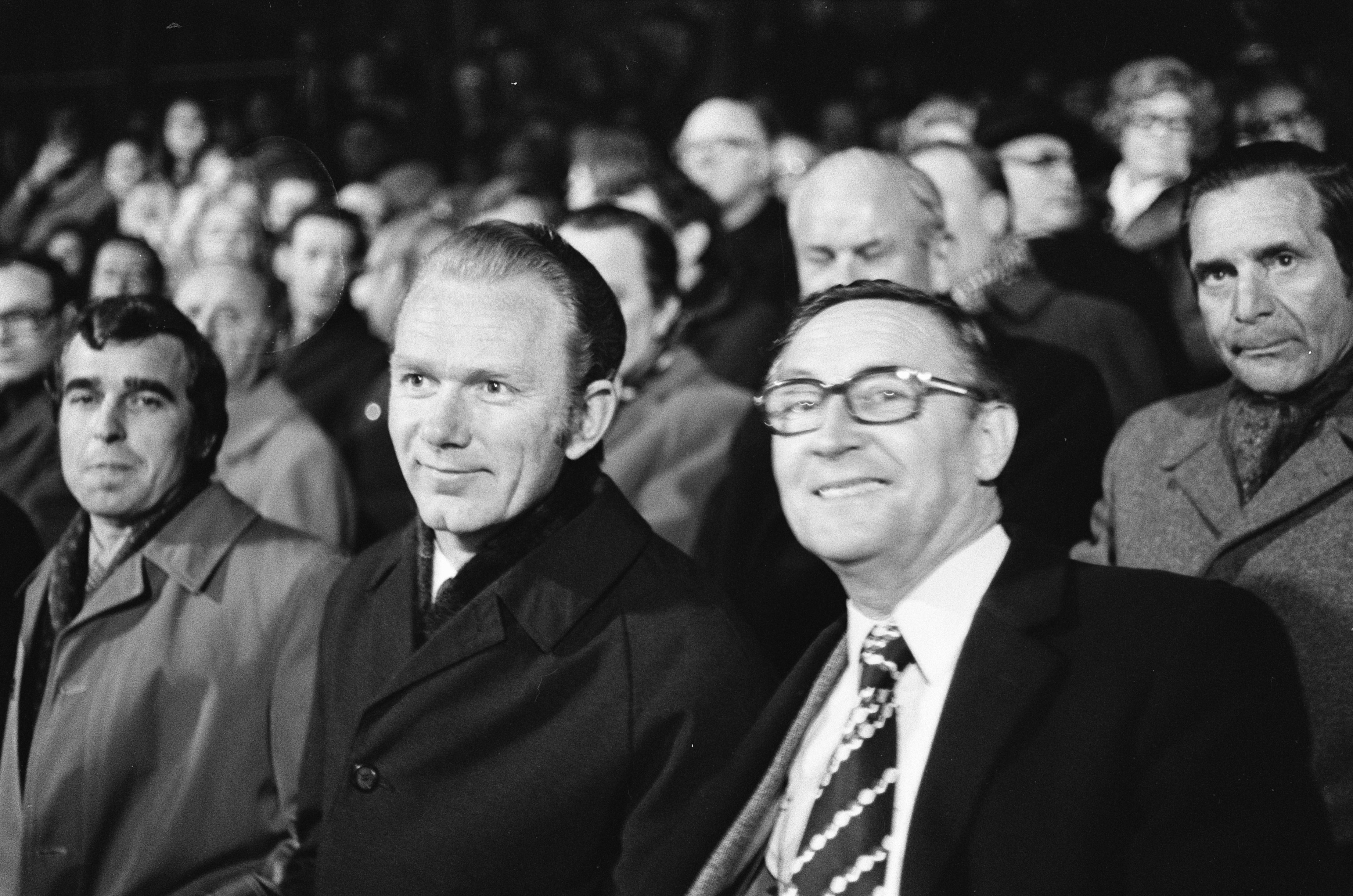
Валерий Лобановский в Эйндховене в 1975 году вместе с руководителем ПСВ Беном ван Гельде

В сезоне 1974/75 годов «Динамо», будучи финалистом Кубка СССР в 1973 году, получило возможность выступать в Кубке обладателей кубков УЕФА. В первом раунде турнира киевляне по 1:0 в каждом матче обыграли болгарский ЦСКА. В следующих раундах команда также уверенно справилась с немецким «Айнтрахтом», турецким «Бурсаспором» и в полуфинале — с голландским ПСВ. В финале, благодаря дублю Владимира Онищенко и голу Олега Блохина был повержен венгерский «Ференцварош». Таким образом, «Динамо» стало первой в истории советской командой, выигравшей европейский трофей. В том же году динамовцы, как обладатели Кубка кубков, приняли участие в матче за Суперкубок Европы, в котором обыграли «Баварию» со счётом 3:0 по итогам двух матчей и выиграли сразу два европейских трофея за год. Также в сезоне 1975 «Динамо» вновь выиграло чемпионат СССР.
По воспоминаниям капитана киевского «Динамо» Виктора Колотова, Лобановский давал на тренировках команде огромные физические нагрузки.

### Первый период в сборной СССР (1975—1976)
Лобановский был назначен тренером сборной СССР, которая в предыдущем 1974 году очень неудачно начала отборочные игры чемпионата Европы 1976, проиграв Ирландии 3:0. Киевское «Динамо», чья высокая игровая форма была несомненной, стало базовым клубом сборной.
Валерий Васильевич был сторонником введения системы «осень-весна», которая больше подходила для участия в еврокубках. «Динамо» должно было входить в тренировочный период ранней весной, чтобы подготовиться к решающим стадиям международных турниров, которые заканчивались именно весной, а советский чемпионат стартовал только в апреле. Когда же советские команды набирали оптимальную форму (лето-осень), то еврокубки только начинались. Вместо новой системы футбольные чиновники решили разделить сезон 1976 на 2 отдельных чемпионата. Весь календарь был подкорректирован ради интересов «Динамо» и сборной. Лидерам киевлян дали возможность целенаправленно готовиться к завершающим матчам Кубка европейских чемпионов, чемпионата Европы и Олимпийских игр-1976 в Монреале.
Под давлением руководства из Москвы тандем руководителей "Динамо" принял в команду тренера по физической подготовке, москвича Марка Годика. Тренеры были вынуждены перенести тренировочные сборы, разработанные штабом Динамо, с сохранением тех же показателей объёма и интенсивности занятий, в условия среднегорья, где более низкое атмосферное давление и меньше кислорода. Это привело к разбалансировке тренировочного процесса. Были нарушены базовые соотношения аэробных и анаэробных режимов работы. Игроки тяжело переносили тренировки, у Владимира Онищенко был измерен пульс более 200 ударов в минуту.
«Динамо» большинство игр весеннего первенства 1976 года провело полузапасным составом — киевляне были основой сборной СССР и готовились к важным поединкам в четвертьфинале КЕЧ с «Сент-Этьенном», которые завершились со счётом 2:0 на своём поле и 0:2 после основного времени в гостях. Пропущенный мяч на 22-й минуте дополнительного времени в ответном матче выбил киевлян из розыгрыша.
Турнир в отборочной группе к чемпионату Европы советские футболисты выиграли, но в плей-офф уступили будущим чемпионам — Чехословакии.
Единственным приоритетом стал олимпийский турнир. В группе сборная играла с командами КНДР и Канады. В обоих матчах советские футболисты легко выиграли — с Канадой 2:1, с КНДР 3:0. В четвертьфинале сборная встретила иранцев. Всё стало ясно после гола Виктора Звягинцева, который удвоил счёт, и, хоть сборная Ирана в конце матча сократила отставание, на этом счёт 2:1 в пользу советских футболистов не изменился. В полуфинале с тем же счётом СССР проиграл будущим чемпионам — сборной ГДР. В матче за «бронзу» советская команда обыграла Бразилию со счётом 2:0, что означало первый успех Лобановского на посту главного тренера сборной. Тем не менее, в стране этот результат оценили как провал, и Лобановский покинул сборную.

### Продолжение работы в «Динамо». 1976—1982
Летом 1976 года в истощённой команде начались конфликты некоторых футболистов (Мунтяна, Трошкина и Матвиенко) с тренерами. После окончания первенства ушёл ассистент Лобановского Олег Базилевич.
В 1979 году Лобановский был главным тренером сборной УССР на футбольном турнире Спартакиады народов СССР. Украинцы заняли 3-е место, в матче за бронзу обыграв РСФСР со счётом 2:1 (Степан Юрчишин забил дважды).
В сезоне 1978 «динамовцы» были вторыми, в 1979 — третьими. Завершил выступления вратарь Евгений Рудаков. Игроков «мятежников» отдали в другие команды (Матвиенко и Трошкина — в «Днепр», Мунтян доигрывал в киевском СКА). В команду пришёл талантливый быстрый левый защитник Анатолий Демьяненко, в основном составе закрепился универсал Владимир Бессонов, в средней линии действовали Владимир Веремеев и Леонид Буряк, а в нападении играли Вадим Евтушенко и Олег Блохин, которого ещё с 1972 ежегодно признают лучшим левым нападающим страны. «Динамо» становится чемпионом в 1980 и 1981 годах, а руководство советского футбола возвращает Лобановского на пост наставника сборной в 1982 году (после невыразительной игры Советского Союза на ЧМ 1982).

### Второй период в сборной СССР (1982—1983)
Ближайшей целью сборной стал выход на чемпионат Европы 1984. Перед последним туром СССР опережал Португалию на одно очко и последняя игра проходила между этими командами в Лиссабоне. Команду Лобановского устраивала даже ничья, но и она не была достигнута. Судьбу матча решил пенальти, реализованный португальцем Жордау в конце первого тайма. Лобановский вновь был отстранён от работы со сборной.
Тем временем «динамовцев» в сезоне 1983 тренировал ленинградский специалист Юрий Морозов. Игре не хватало коллективной сыгранности, чаще случались нарушения спортивного режима среди футболистов. 7 место стало самым низким с весны 1976 года, когда в чемпионате играл полу-дубль. В 1984 Валерия Лобановского вернули в «Динамо». Команда переживала явный спад — было много травмированных, тренеры в последних играх выпускали молодёжь. 10 позиция и поражение в Кубке СССР впервые за последние 14 лет оставила киевлян без еврокубков.

### Путь к вершинам и европейское признание (1983—1990). Третий период в сборной СССР (1986—1990)
Лобановский видел ошибки и знал как можно их исправить. Коллектив поддержал наставника и начал готовиться к новому сезону. Из «Динамо» ушёл Леонид Буряк, на острие атаки пригласили нападающего «Черноморца» Игоря Беланова. Команда очень сильно начала сезон. «Только чудо может помешать киевским динамовцам стать чемпионами», — сказал уже осенью 1985-го известный в прошлом футболист Эдуард Стрельцов. Киевская команда завоевала «дубль» — выиграла и чемпионат и Кубок СССР. Весной 1986 года киевляне выиграли ещё один Кубок кубков — в финале турнира подопечные Лобановского разгромили испанский «Атлетико» 3:0.
Перед чемпионатом мира 1986 в Мексике Лобановского в третий раз назначили главным тренером сборной, сменив Эдуарда Малофеева. По словам защитника «Спартака» Александра Бубнова, после смены тренера в команде улучшилась атмосфера и психологическая составляющая. В первом же матче команда не оставила камня на камне от обороны Венгрии, победив со счётом 6:0. При подготовке к этой игре на теоретическом занятии Лобановский взял за основу гостевой матч «Динамо» против венского «Рапида» в Кубке кубков (победа 4:1), в котором «динамовцы» прессинговали противника и не выпускали его со своей половины поля. Также отчасти успех советской команды был объяснён усталостью венгров, которые добирались из Леона на автобусе в город Ираупато при сильной жаре и провели 40-минутную разминку. Во втором матче сборная СССР сыграла вничью 1:1 с чемпионами Европы французами, продемонстрировав блистательную игру. Третий матч сборная провела полу-запасным составом — выиграла у аутсайдера Канады со счётом 2:0. Журналисты называли советский коллектив одним из открытий чемпионата — острая комбинационная игра на оптимальных скоростях и только 1 пропущенный гол за 3 матча.
Однако игра 1/8 финала против Бельгии вошла в историю судейскими ошибками и зрелищным дополнительным временем: советская команда, несмотря на хет-трик Беланова, проиграла со счётом 3:4 и выбыла из турнира. Поражению отчасти сопутствовали спад пика формы киевских «динамовцев», которые отыграли финал Кубка кубков и уже не выступали так уверенно, и недооценка противника, поскольку Лобановский прежде времени отправил Никиту Симоняна выбрать отель для подготовки сборной к четвертьфиналу. Что касается судейских ошибок, то при втором голе бельгийцев имела место ошибка Владимира Бессонова, который решил сделать искусственное положение «вне игры», однако боковой судья его не зафиксировал, а другие защитники остановили движение: воспользовавшись сумятицей, Ян Кулеманс спокойно сравнял счёт 2:2. После матча в раздевалке, по словам Александра Бубнова, царила «гробовая тишина», а расстроенный Лобановский задал только один вопрос, обращаясь к Бессонову: «Кто сказал делать „вне игры“?!» Также, как утверждает Бубнов, по ходу матча Лобановскому стало плохо из-за резкого перепада погоды, поскольку в ясном небе появились тучи и начался грозовой дождь: вовремя вмешался врач Савелий Мышалов, сделавший укол тренеру.
После мундиаля британский журнал «World Soccer» назвал киевское «Динамо» второй лучшей командой мира, совсем немного уступив победителю — сборной Аргентины (Аргентина — 14,59 %, «Динамо» — 14,55 %, Дания — 8,6 %; сборная СССР заняла 8-е место с 5,8 % голосов), а Валерия Лобановского классифицировали на 2 позиции среди тренеров, совсем немного уступив Ги Тису (Ги Тис — 15,40 %, Валерий Лобановский — 14,70 %, Кенни Далглиш — 14,14 %). «Динамо» выиграло чемпионат страны 1986, лучшим футболистом СССР назвали Александра Заварова, лучшим футболистом Европы — Игоря Беланова.
Игра воспитанников Лобановского в еврокубках, чемпионате СССР и чемпионате мира подтвердила шуточное выражение, которое было популярно тогда в народе : «Сборная СССР — это киевское „Динамо“, ослабленное игроками из других клубов».
Однако уже следующий сезон, 1987, «динамовцы» провели посредственно и закончили выступления в первенстве СССР на 6 месте. Критики порочили наставника киевлян за недоверие к молодым ребятам, которые выступают в молодёжных командах «Динамо» и попытке вновь возложить всё бремя сезона на полутора десятков основных опытных игроков.
В отборочном цикле к чемпионату Европы 1988 сборная СССР в Париже уверенно победила команду одного из лидеров европейского футбола, Францию, со счётом 2:0. В итоге советская команда выиграла соревнования в отборочной группе, опередив французов. «Серебро» на чемпионате Европы 1988 стало наивысшим достижением советского футбола на уровне сборных с 1972 года. Как и два года до того (на чемпионате мира 1986) Валерий Васильевич сделал ставку на проверенных игроков. В первой игре советская команда переиграла Голландию — 1:0, затем сыграла вничью с ирландцами и уверенно выиграла у Англии — 3:1. Полуфинальным соперником команды Лобановского стала сильная сборная Италии и была обыграна всухую со счётом 2:0.
Финал стал повторением первой игры, потому что соперником вновь были голландцы. Это был звёздный коллектив, сильнейший со времен «тотального футбола», показанного ранее на чемпионате мира 1974 года. Самыми известными из команды были братья Рональд и Эрвин Куманы, а также трио Франк Райкаард — Марко ван Бастен — Рууд Гуллит. После 30 минут преимущества советских футболистов игра выровнялась и счёт открыл Гуллит. Второй гол журналисты назвали «фантастическим» и «неповторимым» — почти с нулевого угла с правой стороны ворот ван Бастен перебросил Рината Дасаева.
Из одиннадцати условно «основных» (сыгравших большинство игр) футболистов лишь трое не представляли киевское «Динамо». Остальные восемь были игроками команды из столицы Украины. Защитники Олег Кузнецов и Анатолий Демьяненко, универсал Василий Рац, футболисты середины поля — Геннадий Литовченко, Александр Заваров и Алексей Михайличенко и нападающие Игорь Беланов с Олегом Протасовым. В каждом поединке чемпионата Европы, как минимум семь игроков стартового состава были представителями киевской команды, и как минимум восемь игроков киевского клуба выходили на поле в каждом поединке (с учётом замен).
Сборная СССР завоевала в итоге серебряные медали чемпионата Европы 1988 года, продемонстрировав высокий уровень мастерства. Во многом это произошло благодаря отменной физической подготовке: Лобановский очень продуктивно проводил учебно-тренировочные сборы с участием советской сборной. По словам Виктора Онопко, подобные серьёзные нагрузки и акцент на «физику» в сборной России в следующий раз появились только при голландском тренере Гусе Хиддинке во время подготовки к чемпионату Европы 2008 года.
После завоевания Кубка Советского Союза и победы в первенстве 1990 года Валерий Лобановский стал самым титулованным тренером времён СССР: 8 чемпионских титулов (Борис Аркадьев и Михаил Якушин выиграли по 6) и 6 Кубков СССР (столько же выиграл Виктор Маслов).

### Катастрофа на чемпионате мира 1990 года
В канун чемпионата мира 1990 года заболел администратор сборной Борис Кулачко, и на этот пост пригласили футбольного арбитра Сергея Хусаинова. Назначение стало неожиданным для Хусаинова не только по причине занятости матчами, но и на фоне скандального интервью по поводу взяток от судей футбольным чиновникам в обмен на продвижение по карьерной лестнице: Хусаинова даже грозились отстранить от судейства. Заболевший Кулачко проинструктировал, что нужно передать игрокам из продовольственных запасов, и попросил передать Лобановскому бутылку Hennessy VSOP. Врач киевского «Динамо» Владимир Малюта попросил Хусаинова специально доставить пустые трёхлитровые банки ему в комнату в гостинице: в этих банках Малюта должен был хранить специально заваренные отвары, которые игрокам давали перед выходом на поле.
Перед стартовым матчем против Румынии в Бари в тренерском штабе собрались четыре человека: Валерий Лобановский, Юрий Морозов, Сергей Мосягин и Сергей Хусаинов, которые, по воспоминаниям последнего, выпили сначала по 50 г коньяка, а затем в перерыве ещё приняли по 50 г. Игра у команды не сложилась, что было связано с неосторожным заявлением Мосягина перед игрой о «никаком» состоянии румынской сборной: Румыния победила 2:0. Перед второй игрой против Аргентины фанаты «Наполи» окружили клубную базу и шумели всю ночь: Аргентина победила 2:0, почти лишив сборную СССР шансов на выход из группы. Тогда же игроки сборной стали задавать вопросы о том, почему игрокам не платят суточные за рекламу на майках и почему они должны отдавать 70% суточных в кассу Госкомспорта: больше всех возмущался Сергей Алейников.
Перед третьим матчем против Камеруна представитель спонсоров и друг члена Спорткомитета СССР Александра Тукманова неожиданно заявил нескольким игрокам, что им обещали 100 тысяч долларов за выход из группы: советская сборная одержала победу 4:0 над камерунцами, однако ничья между Аргентиной и Румынией 1:1 окончательно лишила сборную даже математических шансов на выход из группы. После выбывания с турнира игроки по инициативе Анатолия Демьяненко организовали собрание и заявили, что не улетят из Италии, пока Спорткомитет СССР не выплатит им премиальные за выход на чемпионат мира. Каждому из игроков передали в качестве премиальных сумму эквивалентом в 100 долларов США, хотя изначально предполагалось, что суммарный объём премиальных будет составлять 10 % от той суммы, которую сборная СССР получит от ФИФА по итогам участия в турнире. По другим данным, приводимым Сергеем Хусаиновым, Спорткомитет СССР перевёл «по 5 тысяч долларов на брата … с суточными за полмесяца».
Лобановский признал, что допустил грубую ошибку в расчёте времени выхода на пик формы, просчитавшись «буквально на день-два»: команда играла очень тяжело против Румынии и Аргентины, а против Камеруна провела мощный матч уже тогда, когда исход борьбы в группе уже по сути был предрешён не в пользу советской сборной. После чемпионата мира он ушёл из киевского «Динамо» и сборной: об этих намерениях он объявил ещё в канун старта турнира. Он также заявил, что продолжит работу за границей.
Известно, что Лобановский получал приглашения от мадридского «Реала» и сборной Англии.

## Работа за границей
Посоветовавшись с семьёй, Валерий Васильевич решил покинуть Советский Союз и уехал на Аравийский полуостров. Вместе с ним на восток отправился ассистент Владимир Веремеев.
Там Лобановский согласился тренировать сборную ОАЭ. Контракт был подписан на 2 года. Задачу, которая была поставлена перед тренером — выйти на Кубок Азии 1992 — он выполнил, а на турнире занял со сборной 4 место — лучший результат «соколы» показали лишь в следующем розыгрыше. Однако Лобановский часто конфликтовал с футбольным руководством страны, которое нередко вмешивалось в тренировочный процесс и навязывало, каких игроков Лобановский должен выпустить в стартовом составе. В результате Лобановского отстранили от работы со сборной под конец 1992 года, не дав тренеру возможность вывести команду на Кубок наций Персидского залива.
Очень быстро поступило предложение из лагеря сборной Кувейта. Лобановскому поставили задачу вернуть кувейтцев в элиту азиатского футбола. Получилось это у него удачно, на Азиатских играх 1994 сборная завоевала бронзовые медали (впервые в истории), однако в стране началась война, и немедленно по окончании контракта тренер покинул Кувейт и вернулся на родину.

## Возвращение в «Динамо»
Осенью 1996 года Валерий Лобановский дал согласие на возвращение в киевское «Динамо». Выполнять свои обязанности тренер начал с 1 января 1997 года. Тогда в клубе собрались игроки, которые были основой сборной Украины: Сергей Ребров, Александр Головко, Владислав Ващук, Дмитрий Михайленко, Виталий Косовский и Андрей Шевченко. В 1997 году команда победила в чемпионате Украины. В 1998 году киевляне оформили «дубль» — выиграв чемпионат и Кубок, а Сергей Ребров установил рекорд чемпионатов Украины — 22 гола за сезон.
В Европе команду особенно запомнили благодаря разгромным победам в групповом раунде Лиги чемпионов над «Барселоной» (3:0 дома и 4:0 на выезде). Матч на «Камп Ноу» был в 2001 году назван лучшим матчем в «новейшей» истории украинского клубного футбола по версии издания «Спорт-Экспресс». Киевская команда впервые за много лет дошла так далеко в еврокубках, до 1/4 финала Лиги чемпионов, где уступила итальянскому «Ювентусу» — 1:1 в Турине и 1:4 в Киеве (единственный разгром «Динамо» под руководством Лобановского).
На Кубке Содружества «динамовцы» показали лучший результат в истории турнира — 6 побед из 6, разница мячей 19:0 и завоевание трофея. Впоследствии киевляне ещё два раза выигрывали этот турнир.
Сезон 1998/99 стал ещё успешнее, потому что «Динамо» не только повторило победы в чемпионате и Кубке Украины, а и было за шаг до финала Лиги чемпионов. В групповом раунде «динамовцы» играли с лондонским «Арсеналом», французским «Лансом» и греческим «Панатинаикосом», в последнем туре обеспечив первое место. Четвертьфинальным соперником стал «Реал Мадрид», действующий обладатель трофея. В нелёгком матче киевляне добились выгодной ничьей 1:1 благодаря комбинации «Шовковский — Ребров — Шевченко», чем нарушили серию королевского клуба, которая составляла 15 победных матчей в еврокубках. Вторую игру «Динамо» уверенно выиграло — 2:0 (оба гола забил Шевченко).
В полуфинале «динамовцы» встречались с мюнхенской «Баварией». Первая игра проходила в Киеве. «Динамо» показало хорошую и уверенную игру, после 50 минут встречи счёт был 3:1 в пользу «бело-синих», киевляне упустили практически стопроцентный момент для взятия ворот, после чего немец Штефан Эффенберг сократил счёт до 2:3, а на последней, 90-й минуте основного времени Карстен Янкер сумел таки сравнять счёт (3:3), что давало преимущество немцам в предстоящей домашней игре. Теперь уже «динамовцам» надо было забивать, но за 90 минут матче в Мюнхене они это сделать так и не смогли (проиграв 0:1, гол забил Марио Баслер), и в финал вышла мюнхенская команда.

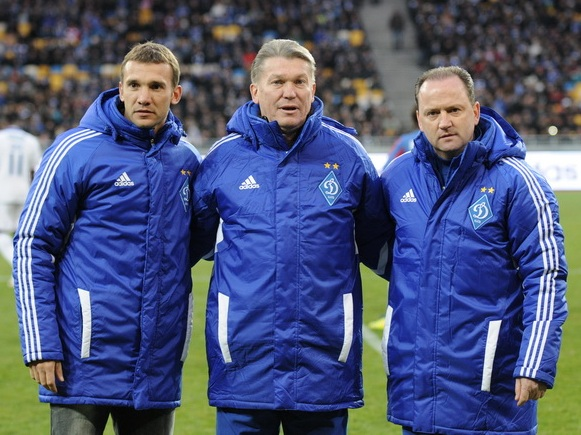
Игравшие под руководством Лобановского обладатели Золотого мяча: Андрей Шевченко, Олег Блохин и Игорь Беланов

22-летний Андрей Шевченко стал лучшим бомбардиром Лиги чемпионов 1998/99, забив 9 мячей. Вместе с Александром Шовковским они были номинированы на «Золотой мяч» (3-е и 32-е место соответственно). В номинации на «Бриллиантовый мяч» (лучший футболист мира) Шевченко занял седьмое место. Также стал лучшим клубным форвардом сезона по версии УЕФА.
Первый групповой этап следующего сезона киевляне начали с шокирующего домашнего поражения от словенского «Марибора» и выездного поражения от «Лацио», однако затем шёл матч с леверкузенским «Байером». В Германии «Динамо» сыграло вничью 1:1, а в Киеве выиграло 4:2. Далее пришла победа в Словении над «Марибором» (2:1) и домашнее поражение от «Лацио» (0:1). Киевляне набрали 7 очков и лишь по дополнительным показателям опередили «Байер» в борьбе за проход далее.
Во втором групповом этапе команда заиграла увереннее. «Динамо» начало одинаковыми поражениями 1:2 дома с «Реалом» и на выезде с «Баварией», однако больше киевская команда в группе не проигрывала. Поединок с норвежским «Русенборгом» команда выиграла в обоих матчах со счётом 2:1. В итоге «динамовцы» набрали 10 очков, но по дополнительным показателям их опередил «Реал», который вместе с «Баварией» и вышел в четвертьфинал.
В том году на внутренней арене киевляне в третий раз подряд завоевали золотой «дубль», чем установили рекорд на постсоветском пространстве. Особенно удачно «Динамо» сыграло в чемпионате — ни одного поражения и лишь три ничьи в выездных матчах с «Кривбассом», «Шахтёром» и «Черноморцем».
Продажа лучших игроков в лучшие клубы Европы (Андрей Шевченко и Кахабер Каладзе в итальянский «Милан», Олег Лужный и Сергей Ребров в лондонские «Арсенал» и «Тоттенхэм Хотспур»), травмы ведущих игроков Виталия Косовского, Андрея Гусина, Василия Кардаша и других за последние два года не позволили «динамовцам» удержаться между топ-командами — следующие два года «Динамо» останавливалось на стадии первого группового этапа Лиги чемпионов. Интересным стал матч 2-го тура 2000/01 года, когда перед домашним матчем с «Манчестер Юнайтед» футболисты киевской команды решили постричься наголо. Тот матч «Динамо» сыграло вничью со счётом 0:0.
После провального выступления в 2000 году, Лобановский начал заново строить команду, пригласив в клуб талантливого Александра Мелащенко, серба Горана Гавранчича, болгарина Георгия Пеева, румын Флорина Черната и Тибериу Гиоане. В чемпионате у «Динамо» появился серьёзный и амбициозный конкурент — донецкий «Шахтёр», управляемый олигархом Ринатом Ахметовым и усиленный легионерами из ближнего и дальнего зарубежья. Выиграв на последних минутах заключительный матч чемпионата с днепропетровским «Днепром» (2:1), киевляне в девятый раз подряд стали чемпионами Украины, лишь на 1 очко опередив «Шахтёр».
Совмещение должностей главного тренера сборной Украины и киевской команды плохо сказалось на результатах «бело-синих» в Лиге чемпионов — снова 4 очка и последнее место в группе. Свой последний матч в турнире Лобановский выиграл в Киеве против португальской «Боавишты» — 1:0.
Эта победа позволила киевскому «Динамо» выйти на 30-е место в рейтинге клубов УЕФА, что стало лучшим показателем среди команд бывшего Советского Союза за этот отрезок времени.
Уйдя с должности главного тренера сборной Украины, тренер наконец мог спокойно строить новую команду «Динамо». И уже зимой «динамовцы» завоевали Кубок Содружества, который в последний раз собрал по-настоящему сильнейших игроков команд СНГ. В финале киевляне обыграли московский «Спартак» — 4:3. Виталий Рева стал лучшим вратарём турнира.

## Сборная Украины
Ещё на заре становления сборной Украины первые руководители ФФУ приглашали Валерия Лобановского на пост главного тренера. Он согласился, но за несколько часов до вылета в Киев из ОАЭ, сборную которых он тогда тренировал, руководители арабской федерации футбола предложили новый выгодный контракт, от которого тот не смог отказаться.
Во второй раз руководство украинского футбола решило попробовать Лобановского в ранге наставника национальной команды в 2000 году. До этого он занимал должность консультанта сборной (с 1996 года) у Йожефа Сабо, который занял в отборе на Евро-2000 2-е место, но после поражения от Словении в плей-офф подал в отставку. Позже Сабо об этом пожалел:
Я подвёл Лобановского. Из-за моей отставки Валерий должен был тренировать две команды, и это у него забрало остаток здоровья…
Новому наставнику было тяжелее, ведь он не оставил работу в «Динамо», поэтому пришлось тренировать две команды одновременно, хоть такой опыт Лобановский уже имел в 1975—1976 и 1986—1990 годах со сборной СССР (в 1982 году Лобановского в Киеве подменял Юрий Морозов). Соперники в группе не были грандами: Польша, Норвегия, Беларусь, Уэльс и Армения. Перед началом игр фаворитом рассматривали норвежцев — участников последних чемпионатов мира и Европы, лучшую команду континента 1999 года по классификации «France Football» и перспективнейшей командой Европы по версии УЕФА.
А вот как вы просчитали, что это слабая группа? Один человек написал: «вот если из этой группы не выходить, то нужно пять Андорр в группу». Дилетант, человек дилетант, который ничего не понимает в футболе. Он даже не знал что Норвегия, была признана командой №1 в Европе пару лет назад. Он даже не помнит что Армения, раз подставила подножку в Киеве, два — подножку в Ереване — неудобный соперник. <...> Проще когда две команды, а остальные слабые. Две команды борятся, а остальные Андорры. Но когда борятся пять или четыре хороших середнячка, это очень тяжёлая группа.
В первой половине 2000 года Валерий Васильевич провёл первые два матча со сборной Украины, оба выездные и товарищеские: в марте украинцы выиграли у Болгарии 1:0, а в мае проиграли Англии на «Уэмбли» 2:0. Однако сам тренер во время матчей отсутствовал, действиями команды руководил его ассистент Владимир Веремеев.
При Лобановском в команде начали регулярно играть такие новички, как Дмитрий Парфёнов, Анатолий Тимощук, Сергей Шищенко и Андрей Воробей, а также дебютировали Максим Левицкий, Сергей Перхун, Александр Певец, Артём Яшкин, Сергей Задорожный и другие, вернулся Геннадий Зубов. Завершили карьеру в сборной Дмитрий Михайленко и Сергей Ковалёв. Проблему в полузащите, которая была в команде со времени её основания, Лобановский решил, поставив Андрея Шевченко на позицию левого полузащитника — вместе с Сергеем Ребровым в нападении играли Александр Мелащенко или Андрей Воробей. Парфёнов, который в своих клубах обычно играл в обороне, был перемещён на позицию опорного хавбека, вместо него иногда на поле выходил Сергей Попов.
На самом деле Лобановский испытывал серьёзный кадровый голод в сборной: травмы ведущих игроков — Виталия Косовского, Андрея Гусина, Юрия Вирта, Левицкого, Александра Шовковского, Максимова, Виктора Скрипника, Василия Кардаша, Юрия Дмитрулина и Мороза, трагическая гибель перспективного вратаря Сергея Перхуна, резкое снижение формы и несоответствие требованиям современного футбола со стороны Коновалова и Дмитрия Михайленко, отсутствие игровой практики Сергея Реброва поставило Валерия Васильевича не только перед вынужденной ротацией состава «жёлто-синих», но и перед необходимостью изменения состава «Динамо». Однако в украинском футболе не нашлось ни одного молодого игрока, который бы соответствовал уровню киевлян, единственным исключением стал Александр Мелащенко.
Совмещая работу в сборной Украины и «Динамо», тренер «разрывался» между интересами обеих сторон — поставив в основу киевлян венгерского защитника Ласло Боднара, российского вратаря Александра Филимонова и серба Горана Гавранчича, Лобановский пренебрегал интересами «жёлто-синих». Однако, включая в основу неопытных Виталия Реву, Юрия Дмитрулина или не до конца выздоровевшего Андрея Гусина, Валерий Васильевич рисковал интересами киевского клуба. В результате наставник не мог выкладываться на обе стороны стопроцентно, а лишь наполовину, что негативно сказывалось на результатах обеих команд.
Сама группа оказалась достаточно ровной — сразу пять команд имели амбиции выйти на мундиаль — Польша, Украина, Беларусь, Норвегия и Уэльс. В первом домашнем матче против поляков украинцы провели неплохо, выглядели лучше и активнее, даже по статистике тактико-технических действий, однако проиграли 1:3 из-за грубых ошибок в обороне и «помощи» судей, — второй гол в ворота «жёлто-синих» Эммануэль Олисадебе забил после нарушения правил на вратаре Вячеславе Кернозенко. Однако поляки переиграли украинцев за счёт самоотдачи — как минимум дважды защитники выбивали мяч с линии ворот, боролись за любую точку поля. Поэтому не удивительно, что после поражения на Валерия Лобановского и его ассистентов обвалился шквал критики. Также одной из причин критики была тактика команды — журналисты не понимали, почему на поле за Украину играли одновременно три нападающих (кроме Шевченко и Реброва также Яшкин).
После двух побед в Армении (3:2) и Норвегии (1:0) критика несколько поутихла, а сборная Украины ушла на зимнюю паузу, занимая второе место после Польши.
Однако следующие четыре матча в группе закончились ничейными результатами. После ничьих в Киеве с белорусами (0:0) и валлийцами (1:1) волна критики поднялась с новой силой. Резко уменьшилась посещаемость матчей сборной — на 83-тысячном «Олимпийском» 30-40 тысяч зрителей не были очень заметными. Тренера критиковали за консерватизм, за то, что он полагался на проверенных игроков, не привлекая молодёжь, среди таковых громко о себе заявил лишь Александр Мелащенко.
Затихли критики после победы в Минске над Беларусью (2:0) и над армянами (3:0) во Львове — именно тут и понадобился опыт подопечных Лобановского. Ситуация перед последним туром была такова: Польша имела в активе 20 очков и досрочную победу в группе, Украина — 16 очков, Беларусь — 15, Норвегия — 7, Уэльс — 6, Армения — 5. На последний матч группового этапа украинцы ехали в Польшу. «Жёлто-синие» сыграли вничью 1:1, а белорусы проиграли в Кардиффе со счётом 1:0, что позволило сборной Украины попытаться получить путёвку на чемпионат мира через плей-офф.
Жребий свёл украинскую команду в плей-офф со сборной Германии.
Первый матч в Киеве собрал настоящий аншлаг в виде 90 тысяч болельщиков. Уже в стартовые 10 минут украинский нападающий Андрей Воробей имел два выхода тет-а-тет с вратарём немцев Оливером Каном — в первый раз мяч попал в штангу, а второй раз команду спас голкипер. На 15 минуте матча Геннадий Зубов открыл счёт после подачи со штрафного Андрея Шевченко. Однако уже на 31 минуте, почти в таком же стиле, забил Михаэль Баллак. В дальнейшем как «жёлто-синие», так и «бундестим», имели достаточно голевых моментов, однако счёт 1:1 не изменился. В ответном матче украинцы проиграли 1:4, пропустив три гола уже в стартовые 15 минут, и остались без чемпионата мира. После этого поражения Лобановский вынужден был покинуть пост тренера сборной и сосредоточиться на работе в клубе.
Это было третье поражение сборной Украины под руководством Лобановского — ни один из тренеров, которые тренировали сборную хотя бы 10 матчей, не добились такого результата. Несмотря на нестабильность выступлений, сборная под руководством Лобановского выдала серию из 14 матчей без поражений в основное время (+5=9-0), начиная с выездной победы над сборной Армении (2:3) 7 октября 2000 года и заканчивая ничьей в домашнем матче со сборной Германии (1:1) 10 ноября 2001 года. Эта серия до сих пор является рекордной для национальной команды Украины.
Андрей Шевченко с 9 голами стал лучшим бомбардиром квалификации на чемпионат мира в зоне УЕФА.

## Проблемы со здоровьем и смерть

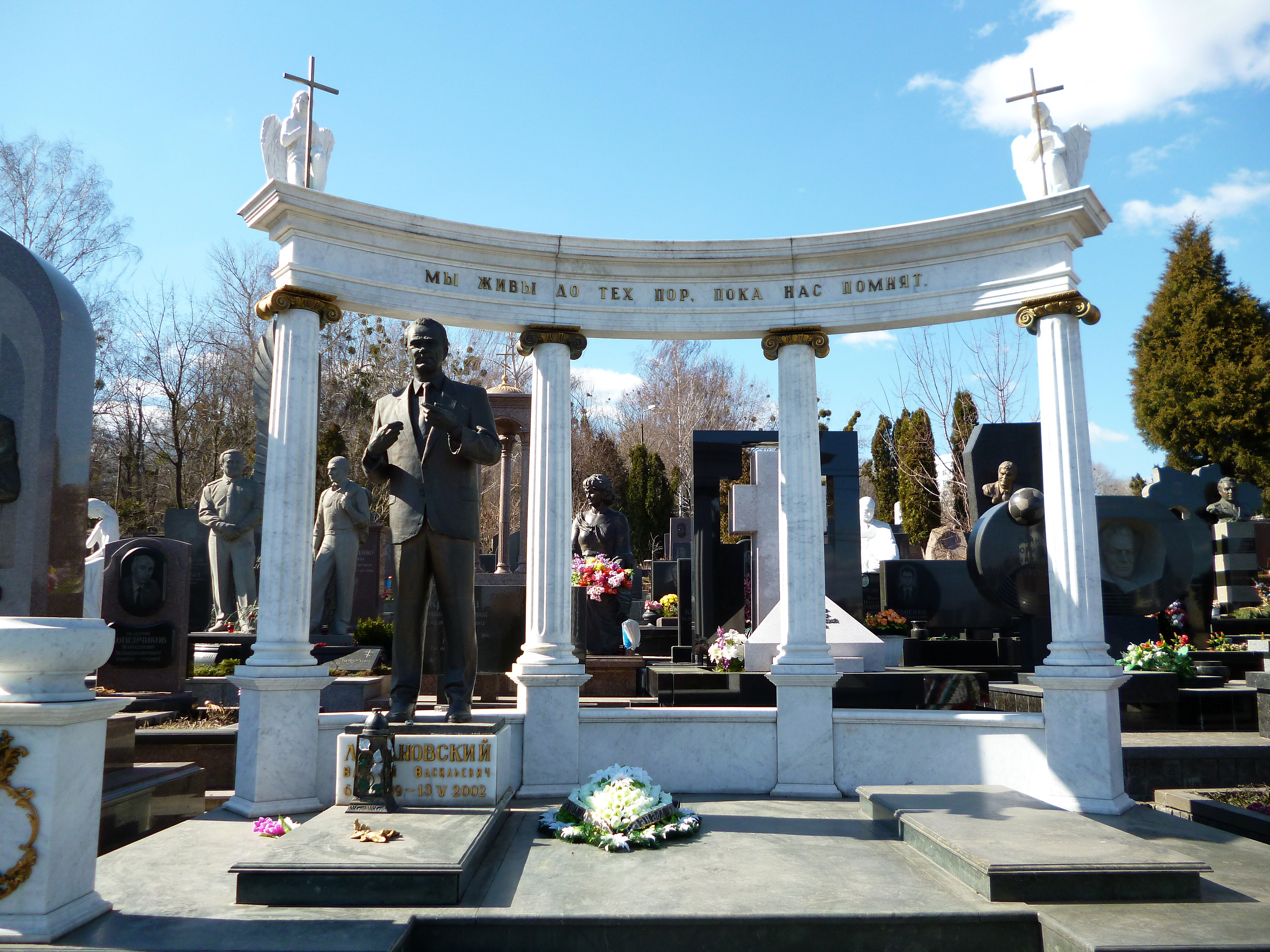
Могила Валерия Лобановского на Байковом кладбище

Первые проблемы со здоровьем у Лобановского начались в 1990-х годах — после возвращения с Ближнего востока его фигура уже не выглядела такой подтянутой, как раньше. Первый инфаркт случился осенью 2001 года — вследствие этого наставник перенёс операцию. В конце 2001 года он пропустил все выездные матчи «Динамо» в Лиге чемпионов из-за гипертонии и запрета врачей осуществлять авиаперелёты.
7 мая 2002 года во время матча «Металлург» (Запорожье) — «Динамо» (Киев) Лобановскому внезапно стало плохо. Прямо с тренерской скамьи он был доставлен в больницу Запорожья с диагнозом «инсульт». Валерий Васильевич был сразу же прооперирован, но все усилия врачей оказались напрасными — 13 мая в 20:35 он скончался.
Финал Лиги чемпионов УЕФА 2002 начался с минуты молчания в память о Лобановском.
На церемонию прощания, которая состоялась 14 мая, прибыло немало важных персон: Президент Украины Леонид Кучма, премьер-министр Анатолий Кинах, первый вице-спикер Верховной Рады Виктор Медведчук и другие. Присутствовали воспитанники и бывшие подопечные тренера: Андрей Шевченко, Сергей Ребров, Владимир Мунтян, Олег Блохин, Александр Заваров, Игорь Беланов и другие. Попрощаться с легендарным наставником пришло, по разным оценкам, от 60 до 150 тысяч человек. Валерий Васильевич был похоронен на Байковом кладбище.

## Семья
- Отец — Лобановский Василий Михайлович (1905—1960), потомок рода польских графов Лобко-Лобановских, управляющий магазином киевского мукомольного завода № 2;
- Мать — Лобановская (Бойченко) Александра Максимовна (06 марта 1907—1990), домохозяйка, родная сестра украинского советского писателя и общественного деятеля Александра Бойченко;
- Брат — Лобановский Евгений Васильевич (15 августа 1927 — 09 июня 1994), директор Украинского государственного института по проектированию предприятий сахарной промышленности «Укргипросахар»;
- Жена — Лобановская (Омеляненко)[46] Аделаида (Ада) Панкратьевна (21 октября 1940 — 5 ноября 2020), домохозяйка, окончила юридически-экономический факультет Киевского университета;
  - Дочь — Лобановская Светлана Валерьевна (род. 13 ноября 1963), преподаватель-филолог, предприниматель;
  - Зять — Горбик Валерий Михайлович (род. 11 марта 1965), спортсмен, мастер спорта по рукопашному бою, предприниматель;
    - Внук — Лобановский Богдан Валерьевич (род. 12 мая 1997), специалист по спортивному менеджменту;
    - Внучка — Лобановская Ксения Валерьевна (род. 18 марта 1999).

## Политическая деятельность и взгляды

### СССР
— Друзья отца часто гостили у вас дома. Вы запомнили что-то особенное?

— Валерий Васильевич имел любимый тост: «Выпьем за то, благодаря чему, несмотря ни на что». Все хорошо понимали, о чём идёт речь. Сопротивление, которое этим двум единомышленникам [Лобановскому и Базилевичу] приходилось преодолевать, было, на самом деле, очень большим.
— Постоянная борьба с системой?

— Это судьба шестидесятников. Не буду утомлять перечислением людей из разных отраслей, но тогда всем было тяжело. Это не только спортсмены и поэты, это также те, кто поднимал промышленность, работали в искусстве и науке.
Представитель украинской диаспоры в США Тарас Яворский в одном из интервью вспомнил эпизод из матча сборной СССР на Олимпийском футбольном турнире в Монреале — когда во время исполнения советского гимна группа украинской диаспоры, которая насчитывала около полутора тысяч человек, стоя в нескольких метрах от скамейки запасных сборной СССР, начала петь «Ще не вмерла України...», то Лобановский осторожно за спиной показал им палец вверх. После игры тренеры и игроки национальной сборной подошли к их сектору и подарили им сувениры.
Согласно воспоминаниям многолетнего работника донецкого «Шахтера» Владимира Ткаченко, ещё в бытность игроками, Лобановский и Базилевич возили с собой спидолу, через которую слушали «Голос Америки».
Валерий Васильевич первый и последний раз выдвинул свою кандидатуру в государственные органы в 1989 году — на внеочередных выборах в Киевском городском национально-территориальном округе № 33. Но спортивная популярность Лобановского позволила ему стать лишь третьим в итоге.
Мыкола Вересень вспоминал: «было это то-ли в 89-м, то-ли 90-м... мои глаза это видели: Лобановский, какого-то х*ра... еще ведь Советский Союз был, хоть уже добегал конца, но партия ещё ведёт... тут Лобановский говорит: форма [киевского «Динамо»] будет желто-голубой». Позже, за поддержки президента клуба Виктора Безверхого желто-голубая форма стала официальной.

### Украина
В январе 2002 года, на вопрос об отношении к иностранным специалистам в украинском футболе, Лобановский, отвечая на вопрос, сказал: «Мы пытаемся попасть в Европу и рано или поздно это произойдет. И если сейчас в Европе существует свободное передвижение рабочей силы, единая валюта — что здесь плохого?»
На Кубке Содружества 2002, во время фуршета после церемонии открытия, тренер Борис Игнатьев во время одной из дискуссий заявил: «Да спросите вон у Васильича, он столько лет на советский футбол работал!». На что Лобановский ответил: «Только не надо ко мне приклеивать ваш национализм! Я ни дня не работал на советский футбол. Потому что я работал на футбол, просто — на фут-бол! Как на игру, как на саму идею. А вам бы все — советский, антисоветский…».
Во время встречи с журналистами в марте 2002 года, на вопрос, какой партии он симпатизирует перед грядущими парламентскими выборами и является ли он членом какой-то партии, Лобановский ответил, что в Конча-Заспе они политикой не занимаются, а ему самому лишь интересно наблюдать за тем, как участники будущих выборов стараются очернить друг друга. Во время выборов некоторые СМИ распространяли ложную информацию о избрании Лобановского народным депутатом от одномандатного избирательного округа № 97, и что в парламенте он войдет во фракцию Коммунистической партии Украины. Лобановский эту информацию опроверг, отметив, что «шутка удалась».
Мария Устименко, тетя (младшая сестра отца) Аделаиды, имела близкие отношения с семьёй Лобановских. В интервью, взятом через несколько недель после смерти Лобановского, она сказала: «Его на Байковом кладбище похоронят. Там, где известные люди лежат. Он и здесь должен быть на передовой, как и в жизни. Герой Украины — почётное звание. На первое место ставил честь и славу Украины». В 2016 году, на презентации фильма «Лобановский навсегда» (на котором присутствовали Президент Украины Пётр Порошенко, а также предыдущие президенты Виктор Ющенко и Леонид Кравчук), дочь Лобановского Светлана вспомнила его жизненное кредо: «Сначала Родина, потом думай о себе».
Подводя итоги карьеры и жизни Лобановского, главный редактор украинской газеты «День» Лариса Ившина охарактеризовала его как «не показного патриота», чьи победы на посту главного тренера киевского «Динамо» можно считать проявлением негласной оппозиции центральной власти в советские времена. «Было бы очень странно, если бы Лобановский сказал: „Знаете, я патриот!“ Тем не менее, жизнь с глубоким внутренним чувством собственного достоинства делала его очень востребованным. <…> Победы „Динамо“ — невысказанное самоутверждение нации. Я думаю, что Лобановский очень печалился, когда в независимой Украине дела пошли не так хорошо. Личности такого масштаба чувствуют это особенно остро. По глубинной украинскости я бы сравнила его с Анатолием Соловьяненко. Люди такого класса очень много сделали для распространения доброго имени Украины во всём мире и во время Союза, и после.»

## Статистика

### Клубная карьера
| Клуб             | Сезон            | Чемпионат | Чемпионат | Кубок | Кубок | Всего | Всего |
| Клуб             | Сезон            | Игры      | Голы      | Игры  | Голы  | Игры  | Голы  |
| ---------------- | ---------------- | --------- | --------- | ----- | ----- | ----- | ----- |
| «Динамо»         | 1959             | 10        | 4         | -     | -     | 10    | 4     |
| «Динамо»         | 1960             | 29        | 13        | -     | -     | 30    | 13    |
| «Динамо»         | 1961             | 28        | 10        | 2     | 0     | 30    | 10    |
| «Динамо»         | 1962             | 30        | 8         | 1     | 0     | 31    | 8     |
| «Динамо»         | 1963             | 38        | 8         | 2     | 0     | 40    | 8     |
| «Динамо»         | 1964             | 9         | 0         | -     | -     | 9     | 0     |
| Всего            | Всего            | 144       | 43        | 5     | 0     | 150   | 43    |
| «Черноморец»     | 1965             | 28        | 10        | -     | -     | 28    | 10    |
| «Черноморец»     | 1966             | 31        | 5         | 4     | 5     | 35    | 10    |
| Всего            | Всего            | 59        | 15        | 4     | 5     | 63    | 20    |
| «Шахтёр»         | 1967             | 32        | 9         | 2     | 1     | 34    | 10    |
| «Шахтёр»         | 1968             | 18        | 5         | 1     | 1     | 19    | 6     |
| Всего            | Всего            | 50        | 14        | 3     | 2     | 53    | 16    |
| Всего за карьеру | Всего за карьеру | 253       | 72        | 12    | 7     | 266   | 79    |

### Тренерская карьера

#### СССР
| Клуб     | Сезон        | Чемпионат                                       | Кубок                          | Еврокубки                                     | Итоги сезона |
| -------- | ------------ | ----------------------------------------------- | ------------------------------ | --------------------------------------------- | --- |
| «Днепр»  | 1968         | 3 место (2 группа класса «А»)                   |                                | —                                             | Первый сезон в качестве главного тренера |
| «Днепр»  | 1969         | 1 место (3 группа класса «А» и второе в финале) | предварительный этап           | —                                             | Победа в зональной группе позволила выйти в лидеры класса «А» (второй лиги) |
| «Днепр»  | 1970         | 3 место (1 группа класса «А»)                   | 1/64 финала                    | —                                             | |
| «Днепр»  | 1971         | 1 место (1 лига)                                | 1/16 финала                    | —                                             | Выход в высшую лигу |
| «Днепр»  | 1972         | 6 место                                         | 1/8 финала                     | —                                             | Первый турнир в элитном дивизионе |
| «Днепр»  | 1973         | 8 место                                         | 1/2 финала                     | —                                             | Уверенная игра новичка и домашняя победа «Днепра» над «Динамо» (Киев) убедила руководство киевлян в высокой тренерской квалификации Лобановского |
| «Динамо» | 1973         | 2 место                                         | Финал                          | 1/4 финала Кубка чемпионов                    | Дебют в ранге тренера «Динамо» в октябре 1973 года |
| «Динамо» | 1974         | Чемпион                                         | Кубок                          | 1/8 финала Кубка УЕФА                         | К тренерскому штабу Валерия Лобановского присоединяется Олег Базилевич. Ассистентами главного тренера становятся Александр Петрашевский и Анатолий Пузач. Первый «дубль» (победа в чемпионате и Кубке) динамовцев с 1966 года                                                                                      |
| «Динамо» | 1975         | Чемпион                                         | 1/4 финала                     | Кубок обладателей кубков УЕФА Суперкубок УЕФА | Впервые советский клуб выигрывает европейский клубный турнир. Валерий Лобановский назначен главным тренером сборной СССР. Издание «France Football» признаёт киевлянина Олега Блохина лучшим футболистом Европы.                                                                                                   |
| «Динамо» | 1976 (весна) | 8 место                                         | (розыгрыш заканчивался осенью) | 1/4 финала Кубка чемпионов                    | Основу сборной составили киевляне. Весеннее первенство «Динамо» сыграло запасным составом — главной целью была подготовка к международным турнирам (Кубок чемпионов, Чемпионат Европы и Олимпийские игры). Вылет «Динамо» и сборной СССР из четвертьфиналов Кубка чемпионов и Кубка Европы.                        |
| «Динамо» | 1976 (осень) | 2 место                                         | 1/4 финала                     | —                                             | Первый успех Лобановского на посту наставника сборной — бронзовые медали Олимпийских игр 1976 года в Монреале. Уходит с поста наставника сборной. Уход из клуба тренеров Олега Базилевича и Александра Петрашевского.                                                                                              |
| «Динамо» | 1977         | Чемпион                                         | 1/4 финала                     | 1/2 финала Кубка чемпионов                    | Одним из тренеров назначен Владимир Коман. Киевляне удачно проводят первенство СССР — 1 поражение за 30 игр (рекорд клуба). Впервые киевское «Динамо» проходит в полуфинал Кубка европейских чемпионов. |
| «Динамо» | 1978         | 2 место                                         | Кубок                          | 1/32 финала Кубка УЕФА                        | Довольно успешный сезон — серебряные медали и победа в Кубке страны. В Кубке УЕФА в 1/32 финала команду неожиданно останавливает немецкий клуб «Айнтрахт». |
| «Динамо» | 1979         | 3 место                                         | 1/4 финала                     | 1/8 финала Кубка чемпионов                    | Травмы ключевых игроков и отсутствие новых тактических идей не позволили киевлянам стабильно и успешно пройти весь сезон. |
| «Динамо» | 1980         | Чемпион                                         | 1/2 финала                     | 1/8 финала Кубка УЕФА                         | Киевский коллектив возвращает себе титул чемпиона. Лобановский всё ещё ищет новый оптимальный состав команды — большинство бывших обладателей Кубка кубков уже завершили карьеру. |
| «Динамо» | 1981         | Чемпион                                         | 1/4 финала                     | 1/32 финала Кубка УЕФА                        | Повторение успеха в первенстве Союза. Ближайший соперник — московский «Спартак» отстал на 7 очков. |
| «Динамо» | 1982         | 2 место                                         | Кубок                          | 1/4 финала Кубка чемпионов                    | Сборная СССР неуверенно выступает на чемпионате мира в Испании. Сборную СССР по футболу снова доверяют Лобановскому. После завершения сезона он передаёт полномочия Юрию Морозову. |
| «Динамо» | 1984         | 10 место                                        | 1/8 финала                     | 1/32 финала Кубка УЕФА                        | Возвращение Валерия Лобановского после летнего перерыва. Одним из его помощников становится Виктор Колотов. Худшее место «Динамо» в первенстве за последние 34 года. Угроза увольнения. Под конец сезона проходит совещание футбольного коллектива с Валерием Васильевичем. Игроки полностью поддерживают тренера. |
| «Динамо» | 1985         | Чемпион                                         | Кубок                          | —                                             | В тренерский штаб «Динамо» включён Владимир Веремеев. Именно этот состав тренеров: Веремеев, Пузач и Колотов проработает с Лобановским до 1990 года. Команда выигрывает «дубль» — окончательно сформировался коллектив, который в следующем году получит Кубок обладателей кубков.                                 |
| «Динамо» | 1986         | Чемпион                                         | 1/8 финала                     | Кубок обладателей кубков УЕФА                 | Победа в Кубке кубков. Валерия Васильевича в третий раз назначают тренером сборной. Основу сборной СССР на чемпионате мира в Мексике составляют игроки «Динамо» (Киев). Динамовец Игорь Беланов получает «Золотой мяч».                                                                                            |
| «Динамо» | 1987         | 6 место                                         | Кубок                          | 1/2 Кубка чемпионов                           | Игроки снизили требования к себе. Всю вторую половину чемпионата пропустил Александр Заваров — плеймейкер, без которого команда выглядела значительно слабее. За границу уехал лучший бомбардир клуба в истории Олег Блохин.                                                                                       |
| «Динамо» | 1988         | 2 место                                         | 1/8 финала                     | 1/16 Кубка чемпионов                          | Очень утомительный сезон. Динамовцы являются фундаментом сборной СССР на чемпионате Европы в ФРГ. Наивысшее достижение Лобановского на посту главного тренера сборной — серебро чемпионата Европы. Выгодным трансфером становится продажа Заварова в «Ювентус».                                                    |
| «Динамо» | 1989         | 3 место                                         | 1/2 финала                     | —                                             | «Перестройка» касается и футбола — создан Акционерный футбольный клуб «Динамо». |
| «Динамо» | 1990         | Чемпион                                         | Кубок                          | 1/8 Кубка УЕФА                                | Последний сезон Лобановского в советском футболе. Сохранив верность собственным тренерским концепциям, он снова строил сборную для ЧМ-1990 из киевских игроков. Такая ставка себя не оправдала и команда СССР не вышла из группы.                                                                                  |

#### Украина
| Клуб     | Сезон   | Чемпионат | Кубок       | Еврокубки                                          | Итоги сезона |
| -------- | ------- | --------- | ----------- | -------------------------------------------------- | --- |
| «Динамо» | 1996/97 | Чемпион   | 1/8 финала  | Квалификация Лиги чемпионов 1/32 финала Кубка УЕФА | Возвращение в Киев. Помощниками Лобановского становятся Анатолий Пузач и Алексей Михайличенко. |
| «Динамо» | 1997/98 | Чемпион   | Кубок       | 1/4 финала Лиги чемпионов                          | В нападении команды особо выделяются Ребров и юный Шевченко. Победа над «Барселоной» в Лиге чемпионов с общим счётом 7:0. Выход в четвертьфинал Лиги чемпионов. |
| «Динамо» | 1998/99 | Чемпион   | Кубок       | 1/2 финала Лиги чемпионов                          | На Украине ни один клуб не может составить конкуренцию динамовцам. Полуфинал Лиги чемпионов остаётся наивысшим достижением украинского клубного футбола до сих пор. |
| «Динамо» | 1999/00 | Чемпион   | Кубок       | 2-й групповой этап Лиги чемпионов                  | Продажа Шевченко, Лужного и Реброва в западные клубы. «Динамо» останавливается в шаге от четвертьфинала Лиги чемпионов. Третий подряд золотой «дубль» (победа в чемпионате и в Кубке страны). После очередной неудачи сборной Украины в плей-офф, Лобановский соглашается возглавить сборную. |
| «Динамо» | 2000/01 | Чемпион   | 1/16 финала | 1-й групповой этап Лиги чемпионов                  | «Динамо» продолжает курс покупки легионеров (Шацких, Деметрадзе, Пеев, Чернат и т. д.). «Динамо» становится европейским середняком и уже не претендует на высокие места в Европе. На Украине у киевлян вырос конкурент — донецкий «Шахтёр». С преимуществом в 1 очко киевский клуб получает пятый подряд титул чемпиона. В Кубке Украины в первом раунде «бело-синих» неожиданно останавливает «Спартак» (Сумы). |
| «Динамо» | 2001/02 | 2 место   | Финал       | 1-й групповой этап Лиги чемпионов                  | Сборная Украины проигрывает в плей-офф Германии — будущему вице-чемпиону мира. Лобановский подаёт в отставку с поста главного тренера сборной. Весь сезон «Шахтёр» и «Динамо» идут бок о бок в чемпионской гонке. «Динамо» уступает «Шахтёру» за 2 тура до конца первенства — тогда Лобановского уже не было в живых.                                                                                            |

### Тренерская статистика
| Клуб            | Страна       | Начало работы   | Окончание работы | Результаты | Результаты | Результаты | Результаты | Результаты |
| Клуб            | Страна       | Начало работы   | Окончание работы | И          | В          | Н          | П          | В %        |
| --------------- | ------------ | --------------- | ---------------- | ---------- | ---------- | ---------- | ---------- | ---------- |
| «Днепр»         | Флаг СССР    | 1968            | 1973             | 244        | 122        | 65         | 57         | 50,00      |
| «Динамо»        | Флаг СССР    | октябрь 1973    | 31 декабря 1982  | 381        | 216        | 105        | 60         | 56,69      |
| Сборная СССР    | Флаг СССР    | 1974            | 31 июля 1976     | 19         | 11         | 4          | 4          | 57,89      |
| Сборная УССР    | Флаг УССР    | 1979            | 1979             | 7          | 5          | 1          | 1          | 71,43      |
| Сборная СССР    | Флаг СССР    | 12 октября 1982 | 14 ноября 1983   | 10         | 6          | 3          | 1          | 60,00      |
| «Динамо»        | Флаг СССР    | 1 января 1984   | 1990             | 284        | 134        | 83         | 67         | 47,18      |
| Сборная СССР    | Флаг СССР    | 1 июня 1986     | 30 июня 1990     | 48         | 25         | 11         | 12         | 52,08      |
| Сборная ОАЭ     | Флаг ОАЭ     | 1992            | 1992             | 12         | 6          | 3          | 3          | 50,00      |
| Сборная Кувейта | Флаг Кувейта | 1993            | 1996             | 41         | 17         | 11         | 13         | 41,46      |
| «Динамо»        | Флаг Украины | 1 января 1997   | 13 мая 2002      | 223        | 158        | 36         | 29         | 70,85      |
| Сборная Украины | Флаг Украины | 1 января 2000   | 13 мая 2002      | 18         | 6          | 7          | 5          | 33,33      |
| Всего           | Всего        | Всего           | Всего            | 1227       | 678        | 314        | 235        | 55,25      |

## Достижения и награды

### В качестве игрока

Автограф

«Динамо» (Киев)
- Чемпион СССР: 1961
- Обладатель Кубка СССР: 1964

Итого: 2 трофея

### В качестве тренера
«Днепр»
- Победитель Первой лиги СССР: 1971

Итого: 1 трофей
«Динамо» (Киев)
- Чемпион СССР (8): 1974, 1975, 1977, 1980, 1981, 1985, 1986, 1990
- Обладатель Кубка СССР (6): 1974, 1978, 1982, 1985, 1987, 1990
- Обладатель Суперкубка СССР (3) : 1981, 1986, 1987
- Чемпион Украины (5): 1997, 1998, 1999, 2000, 2001
- Обладатель Кубка Украины (3): 1998, 1999, 2000
- Обладатель Кубка обладателей кубков (2): 1975, 1986
- Обладатель Суперкубка УЕФА: 1975
- Финалист Суперкубка УЕФА: 1986
- Обладатель Кубка чемпионов Содружества (3): 1997, 1998, 2002

Итого: 31 трофей
Сборная СССР
- Бронзовый призёр Олимпийских игр: 1976
- Вице-чемпион Европы: 1988

Итого: 2 медали
Сборная УССР
- Бронзовый призёр Спартакиады народов СССР: 1979

Итого: 1 медаль
Сборная Кувейта
- Бронзовый призёр Азиатских игр: 1994
- Обладатель Кубка наций Персидского залива: 1996

Итого: 1 трофей; 1 медаль

### Личные
- В списках 33 лучших футболистов сезона в СССР (2): № 2 (1960, 1962)
- В списках лучших футболистов Украинской ССР[укр.] (7): № 1 (1959, 1960, 1961, 1962, 1963), № 2 (1965), № 3 (1966)
- Мастер спорта СССР: 1960
- Футбольный тренер года в Европе[англ.] (3): 1986, 1988, 1999
- Футбольный тренер сезона в Европе[англ.]: 1985/86
- Второй тренер мира: 1986 (версия World Soccer)
- Тренер года в Европе 1999 — 5 место (El País)[58]
- Тренер года в Украине[укр.] (5): 1997, 1998, 1999, 2000, 2002
- Лучший тренер в истории футбола — 1 из 5 тренеров[59], которые вошли в 10 лучших по версиям France Football, World Soccer и ESPN:
  - 6 место (версия World Soccer): 2013[60][61]
  - 6 место (версия France Football): 2019[14]
  - 8 место (версия ESPN): 2013[18]
  - 10 место (версия FourFourTwo[англ.]): 2023[62]
- Лучшие тренеры футбольных клубов по итогам года по версии МФФИИС:
  - 1997 — 4 место
  - 1998 — 6 место
  - 1999 — 9 место[63]
- Заслуженный тренер СССР: 1975

### Награды

Памятник Валерию Лобановскому у стадиона «Динамо»

- Кавалер ордена «Знак Почёта» (1971)
- Кавалер ордена Трудового Красного Знамени (1987)[64]
- Кавалер ордена Украины «За заслуги» ІІІ степени (1998)[65]
- Кавалер ордена Украины «За заслуги» ІІ степени (1998)[66]
- Медаль «В память 1500-летия Киева»
- «Герой Украины» (2002, посмертно)
- Орден ФИФА «За заслуги»[англ.] за вклад в развитие футбола (посмертно)[67]
- Полковник милиции (октябрь 1999)[68]

## Память

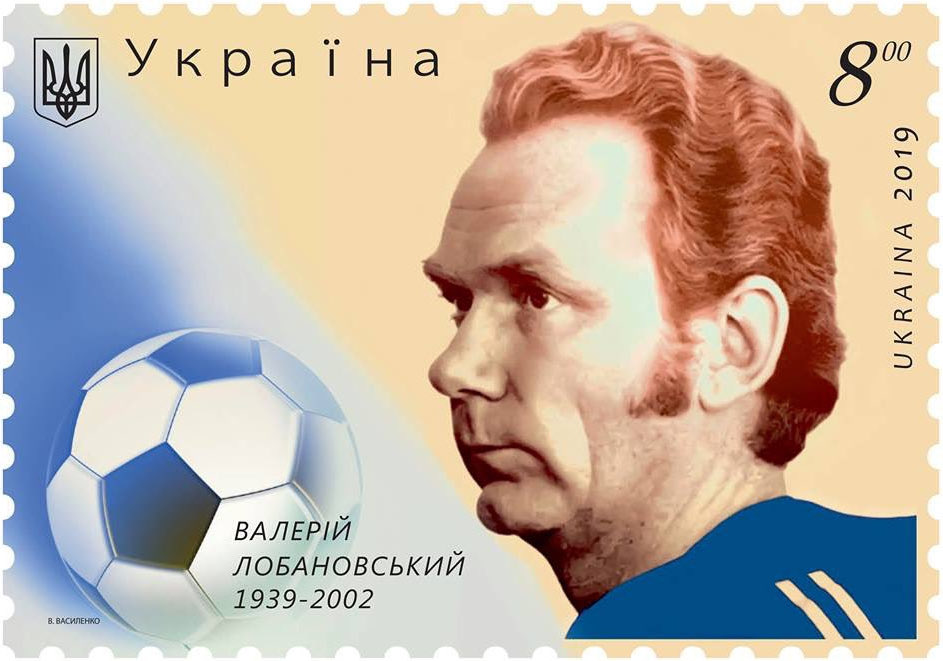
Почтовая марка Украины, посвящённая 80-летию со дня рождения Лобановского (2019)

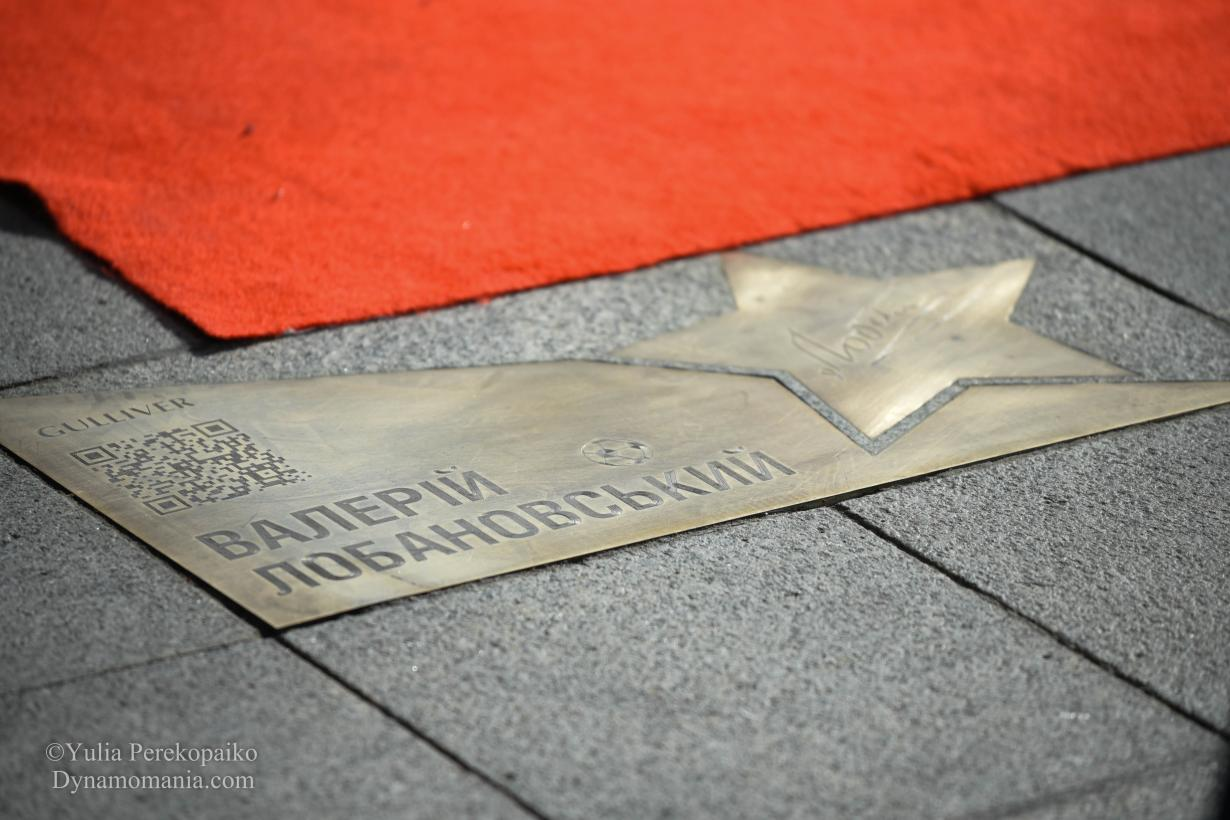
Именная звёзда Лобановского на «Площади звёзд» в Киеве

- В 2008 году Лобановский занял шестое место в телепроекте «Великие украинцы» по итогам народного голосования, в котором приняли участие около 2.5 миллионов человек[69][70][71][72].
- В 2014 году Лобановского провозгласили почётным участником Евромайдана[73].
- Именем Валерия Лобановского назван стадион «Динамо» в Киеве.
- Возле стадиона «Динамо» в Киеве установлен памятник.
- Имя Валерия Лобановского носят улицы в Запорожье, Днепре, Измаиле.
- Имя Валерия Лобановского носит проспект в Киеве.
- д/ф «Система Лобановского» (2008)
- д/ф «Лобановский навсегда» (2016)
- Клубная ДЮФШ киевского «Динамо» названа именем Валерия Лобановского.
- В Киеве ежегодно проходит Турнир памяти Валерия Лобановского.
- «Укрпочтой» по случаю 80-летия со дня рождения Валерия Лобановского выпущена марка «Валерий Лобановский. 1939—2002», церемония презентации и спецгашения которой состоялась 18 апреля 2019 года в Доме футбола в Киеве[74].
- На декабрь 2019 года Национальным банком Украины запланирован выпуск сувенирной банкноты «Валерий Лобановский — выдающийся тренер по футболу»[75].